# March 731
La  March 731 è una monoposto di Formula 1, costruita dalla scuderia britannica March Engineering per partecipare al Campionato mondiale di Formula 1 1973 e Campionato mondiale di Formula 1 1974. Progettata da Robin Herd, la vettura era alimentata da un motore Ford Cosworth DFV con architettura V8 da 2.993 cm³.